# Thousand Roads
Thousand Roads är det tredje solo-studioalbumet av rockartisten David Crosby, en av medlemmarna i musikgruppen Crosby, Stills & Nash. Albumet släpptes 1993 av skivbolaget Atlantic Records.

## Låtlista
1. "Hero" (Phil Collins/David Crosby) – 4:39
2. "Too Young to Die"	(Jimmy Webb) – 5:45
3. "Old Soldier" (Marc Cohn) – 4:58
4. "Through Your Hands" (John Hiatt) – 4:33
5. "Yvette in English" (Joni Mitchell/David Crosby) – 5:53
6. "Thousand Roads" (David Crosby) – 4:31
7. "Columbus" (Noel Brazil) – 4:26
8. "Helpless Heart" (Paul Brady) – 4:18
9. "Coverage" (Bonnie Hayes) – 3:22
10. "Natalie" (Stephen Bishop) – 4:55

## Medverkande
Musiker
- David Crosby – sång, bakgrundssång
- Phil Collins – trummor, percussion, keyboard, bakgrundssång (spår 1)
- Jim Keltner – trummor (spår 2)
- Jeff Porcaro – trummor (spår 4, 8)
- Ethan Johns – trummor (spår 6, 7), percussion (spår 6, 7), elektrisk gitarr (spår 6)
- Russ Kunkel – trummor (spår 9, 10)
- Paulinho Da Costa – percussion (spår 4, 8)
- Luis Conte – percussion (spår 5)
- Pino Palladino – basgitarr (spår 1)
- Leland Sklar – basgitarr (spår 2, 3, 4, 5, 8, 9, 10)
- David Watkins Clarke – basgitarr (spår 6, 7)
- Jeff Pevar – gitarr (spår 1)
- Michael Landau – elektrisk gitarr) (spår 2)
- Bernie Leadon – elektrisk gitarr (spår 2, 9), akustisk gitarr (spår 2, 4, 6, 7, 8)
- John Leventhal – gitarr (spår 3)
- Dean Parks – gitarr (spår 5, 10), flöjt (spår 5)
- Andy Fairweather Low – elektrisk gitarr (spår 6, 7)
- Benmont Tench – keyboard (spår 2)
- Jimmy Webb – piano (spår 2)
- Marc Cohn – piano (spår 3)
- Craig Doerge – keyboard (spår 4, 8, 9), arrangement (9)
- C.J. Vanston – keyboard (spår 4, 5, 8, 10)
- Paul (Wix) Wickens – keyboard (spår 7), dragspel (spår 7)
- Bonnie Hayes – keyboard (spår 9)
- Graham Nash – körsång (spår 2, 3), munspel (spår 3)
- Jackson Browne – körsång (spår 2)
- Kipp Lennon – körsång (spår 4, 8, 9, 10)
- Stephen Bishop – körsång (spår 10)
- David Campbell – arrangement (stråkinstrument) (spår 8)
- Suzie Katayama – cello (spår 8)
- Armen Garabedian, Dimitrie Levici, Berj Garabedian, Ruth Johnson – violin (spår 8)
- Evan Wilson, Scott Haupert, Maria Newman – viola (spår 8)
- Larry Corbett, Daniel Smith – cello (spår 8)
- David Young – kontrabas (spår 8)

Produktion
- Musikproducent – Phil Collins (spår 1); Don Was (spår 2, 4  8); David Crosby (spår 3, 5, 9); John Leventhal (spår 3); Dean Parks (spår 5); Glyn Johns (spår 6, 7); Phil Ramone (spår 10)
- Medproducenter – Nick Davis (spår 1); Stephen Barncard (spår 9)
- Exekutiv producent – Jan Crosby
- Ljudtekniker – Nick Davis (spår 1); Rob Eaton (spår 1); Rik Pekkonen (spår 2, 4, 8); Paul Dieter (spår 3, 5  10); Glyn Johns (spår 6, 7); Stephen Barncard (spår 9), Ed Goodreau (spår 9)
- Assisterande ljudtekniker – Simon Metcalfe (spår 1); Dan Bosworth (spår 2, 4, 8); Steve Onsuka (spår 5); Bob Salcedo (spår 5, 10); Mike Kloster (spår 9)
- Mastering – Doug Sax vid The Mastering Lab (Hollywood)
- Omslagsdesign – Graham Nash
- Omslagskonst – Mac Holbert
- Foto – Guido Harari